# Burgwindheim
Burgwindheim (fränkisch: Winnem) ist ein Markt im Westen des oberfränkischen Landkreises Bamberg, ein Mitglied der Verwaltungsgemeinschaft Ebrach und zählt zur Metropolregion Nürnberg.

## Geografie

### Geografische Lage
Der Ort Burgwindheim liegt im Steigerwald, etwa 26 km westsüdwestlich von Bamberg im Tal der mittleren Ebrach.
Die Gemarkung Burgwindheim hat eine Fläche von etwa 1365 Hektar, sie liegt nur mit ihrem Gemarkungsteil 1 in der Marktgemeinde Burgwindheim, der Gemarkungsteil 0 liegt im Gebiet des Marktes Burgebrach. Auf dem Gemarkungsteil 1 liegen die Burgwindheimer Gemeindeteile Burgwindheim und Schrappach, der Gemarkungsteil 0 liegt im Burgwindheimer Forst und ist unbewohnt. Die benachbarten Gemarkungen sind Unterweiler, Kötsch, Mönchherrnsdorf, Schlüsselfeld, Ziegelsambach, Aschbach und Untersteinach.

### Nachbargemeinden
Nachbargemeinden sind (von Norden beginnend im Uhrzeigersinn): Rauhenebrach (Landkreis Haßberge), Burgebrach, Schlüsselfeld und Ebrach.

### Gemeindegliederung
Die Gemeinde hat elf Gemeindeteile (in Klammern sind der Siedlungstyp und die Einwohnerzahlen angegeben):
- Burgwindheim (Hauptort, 799)
- Kappel (Dorf, 65)
- Kehlingsdorf (Dorf, 48)
- Kötsch (Dorf, 101)
- Mendenmühle (Einöde, 2)
- Mittelsteinach (Dorf, 88)
- Obersteinach (Weiler, 7)
- Oberweiler (Dorf, 68)
- Schrappach (Dorf, 55)
- Untersteinach (Dorf, 127)
- Unterweiler (Dorf, 60)

Im Gemeindegebiet liegen die Gemarkungen Kötsch, Untersteinach, Unterweiler und Burgwindheim (nur Gemarkungsteil 1).

## Geschichte

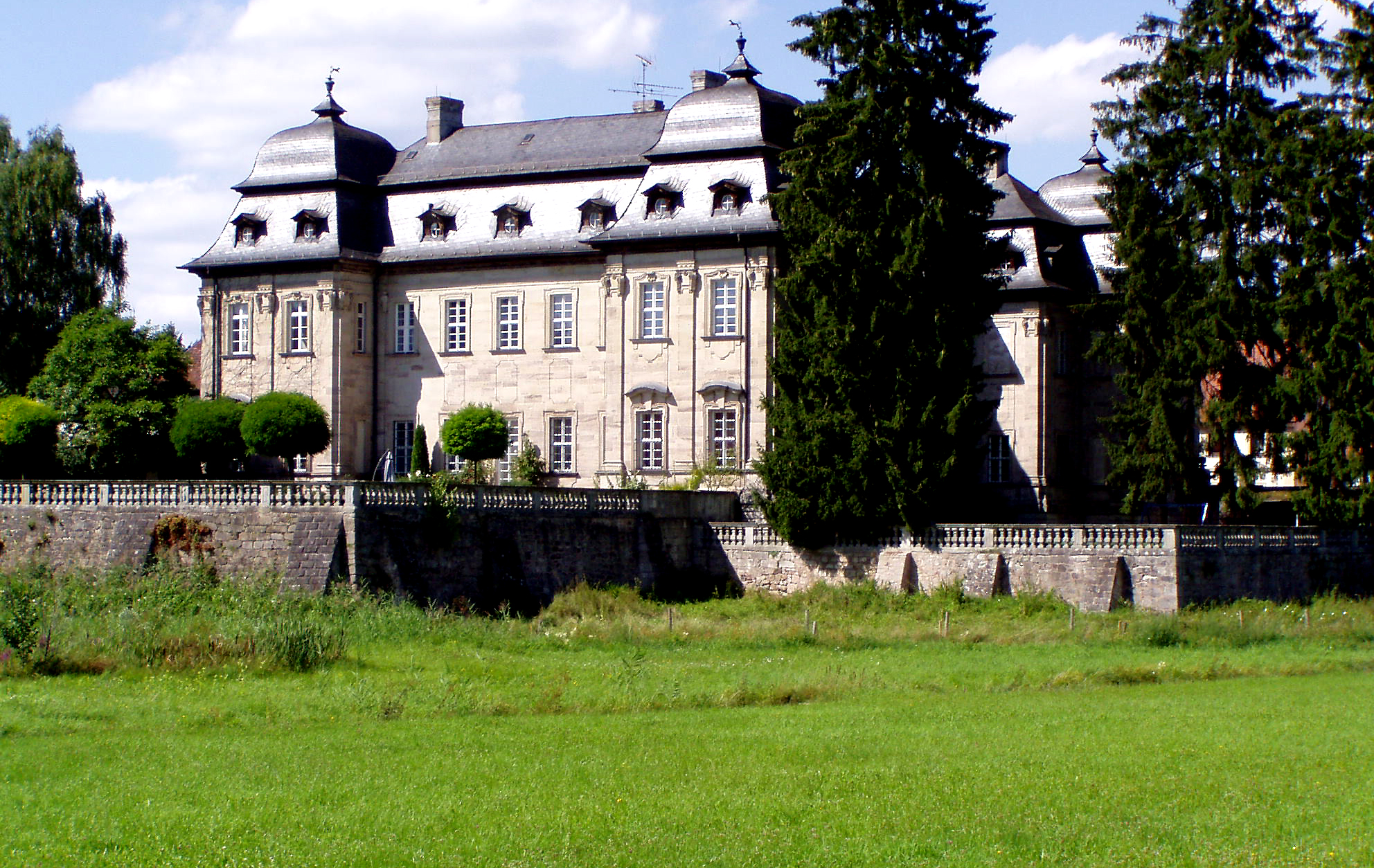
Das ehemalige Amtsschloss des Zisterzienserklosters Ebrach in Burgwindheim

### Bis zur Gemeindegründung
Unklar ist die Bedeutung des Ortsnamens, der entweder auf die Siedlung eines Mannes namens Wind oder auf die wendische Vergangenheit zurückzuführen ist. Der springende (wendische) Hund im Ortswappen könnte ein Hinweis sein. Urkundlich erwähnt wurde der Ort erstmals im Jahr 1140. Die Siedlung geht vermutlich auf die fränkische Landnahme zurück. Im Jahr 1278 vermachte der Ritter Ludewig von Windeheim sein Gut dem Zisterzienserkloster Ebrach. 1363 erhielt Burgwindheim durch Kaiser Karl IV. das Marktrecht und ist damit der älteste Markt des Steigerwaldes. 1720 bis 1728 entstand unter Abt Wilhelm I. Sölner das Amtsschloss des Klosters Ebrach.
Seit dem Reichsdeputationshauptschluss von 1803 gehört der Ort zu Bayern. Dem Kloster Ebrach wurde de facto erst durch die Säkularisation die Reichsunmittelbarkeit anerkannt, so dass dessen Besitzungen nicht, wie die restlichen des Hochstiftes Würzburg, zeitweilig an Erzherzog Ferdinand von Toskana fielen, sondern bei Bayern blieben.

### Eingemeindungen
Im Zuge der Gebietsreform wurden zum 1. Januar 1972 die Gemeinden Kötsch, Untersteinach und Unterweiler in den Markt Burgwindheim eingemeindet.

### Einwohnerentwicklung
Im Zeitraum 1988 bis 2018 sank die Einwohnerzahl von 1340 auf 1313 um 27 Einwohner bzw. um 2 %. Ein Höchststand wurde am 31. Dezember 1995 mit 1516 Einwohnern erreicht.
| Jahr             | 1961 | 1970 | 1987 | 1991 | 1995 | 2000 | 2005 | 2010 | 2015 | 2017 | 2018 |
| ---------------- | ---- | ---- | ---- | ---- | ---- | ---- | ---- | ---- | ---- | ---- | ---- |
| Einwohner        | 1400 | 1375 | 1350 | 1453 | 1516 | 1445 | 1456 | 1379 | 1273 | 1292 | 1313 |
| In Burgwindheim  | 621  | 671  |      |      |      |      |      |      |      |      |      |
| In Kötsch        | 225  | 208  |      |      |      |      |      |      |      |      |      |
| In Untersteinach | 350  | 308  |      |      |      |      |      |      |      |      |      |
| In Unterweiler   | 204  | 188  |      |      |      |      |      |      |      |      |      |

## Religion
Laut Zensus am 9. Mai 2011 sind 81,3 % der Einwohner römisch-katholisch und 10,0 % evangelisch-lutherisch. 8,7 % haben eine andere Religion oder sind konfessionslos.

## Politik

### Bürgermeister
Bürgermeister ist seit 1. Mai 2020 Johannes Polenz (DLB/BBL). Er setzte sich in einer Stichwahl mit 56,95 % der Stimmen gegen den damaligen Amtsinhaber Heinrich Thaler (CSU) durch. Dieser wurde im Jahr 2002 Nachfolger von Erhard Werner (CUW), wurde 2008 mit 73,40 % der Stimmen und 2014 bei zwei Gegenkandidaten mit 57,11 % wiedergewählt.

### Gemeinderat
Der Gemeinderat besteht aus zwölf Mitgliedern. Die letzten vier Kommunalwahlen brachten folgende Ergebnisse:

#### Gemeinderatswahl 2020
- CSU vier Sitze
- Demokratische Liste Burgwindheim (DLB) drei Sitze
- Christlich Unabhängige Wählergemeinschaft (CUW) drei Sitze
- Bürgerblock (BBL) zwei Sitze

#### Gemeinderatswahl 2014
- CSU fünf Sitze
- Demokratische Liste Burgwindheim (DLB) drei Sitze
- Bürgerblock (BBL) zwei Sitze
- Christlich Unabhängige Wählergemeinschaft (CUW) zwei Sitze

#### Gemeinderatswahl 2008
- CSU sieben Sitze
- Bürgerblock (BBL) drei Sitze
- Christlich Unabhängige Wählergemeinschaft (CUW) zwei Sitze

#### Gemeinderatswahl 2002
- CSU sechs Sitze
- Christlich Unabhängige Wählergemeinschaft (CUW) vier Sitze
- Bürgerblock (BBL) zwei Sitze

### Wappen
| | Blasonierung: „In Silber ein aufspringender golden gekrönter schwarzer Windhund mit goldenem Halsband.“ |
| Wappenbegründung: Im Zuge der Gebietsreform wurden 1972 der bisherige Markt Burgwindheim und die Gemeinden Kötsch, Untersteinach und Unterweiler zum neuen Markt Burgwindheim zusammengelegt. Das aus einem Siegel um 1810 und einer unkolorierten Zeichnung von 1819 abgeleitete bisherige Marktwappen ging dadurch unter. Der Windhund ist dem Wappen der Herren von Windeck und Windheim entnommen. Ludwig von Windeck und Windheim schenkte die Burg Windheim 1278 dem Kloster Ebrach, das hier ein Amt und 1728 ein Schloss für die Äbte einrichtete. Im früheren Wappen von Burgwindheim war der Hund ohne Krone abgebildet. Als der Markt 1972 neu gebildet wurde, korrigierte man das bisherige Wappen von Burgwindheim, der Windhund ist seitdem wieder gekrönt. Auf der Zeichnung von 1819 und im Siegel von 1810 ist der Hund mit Krone dargestellt. Nach 1836 wird er ungekrönt abgebildet, aber mit einem Halsband. Dieses Wappen wird seit 1972 geführt. | |

## Wirtschaft und Infrastruktur

### Wirtschaft einschließlich Land- und Forstwirtschaft
Die Gemeindesteuereinnahmen betrugen im Jahr 1999 umgerechnet 616.000 Euro, davon waren 157.000 Euro Gewerbesteuereinnahmen (netto).

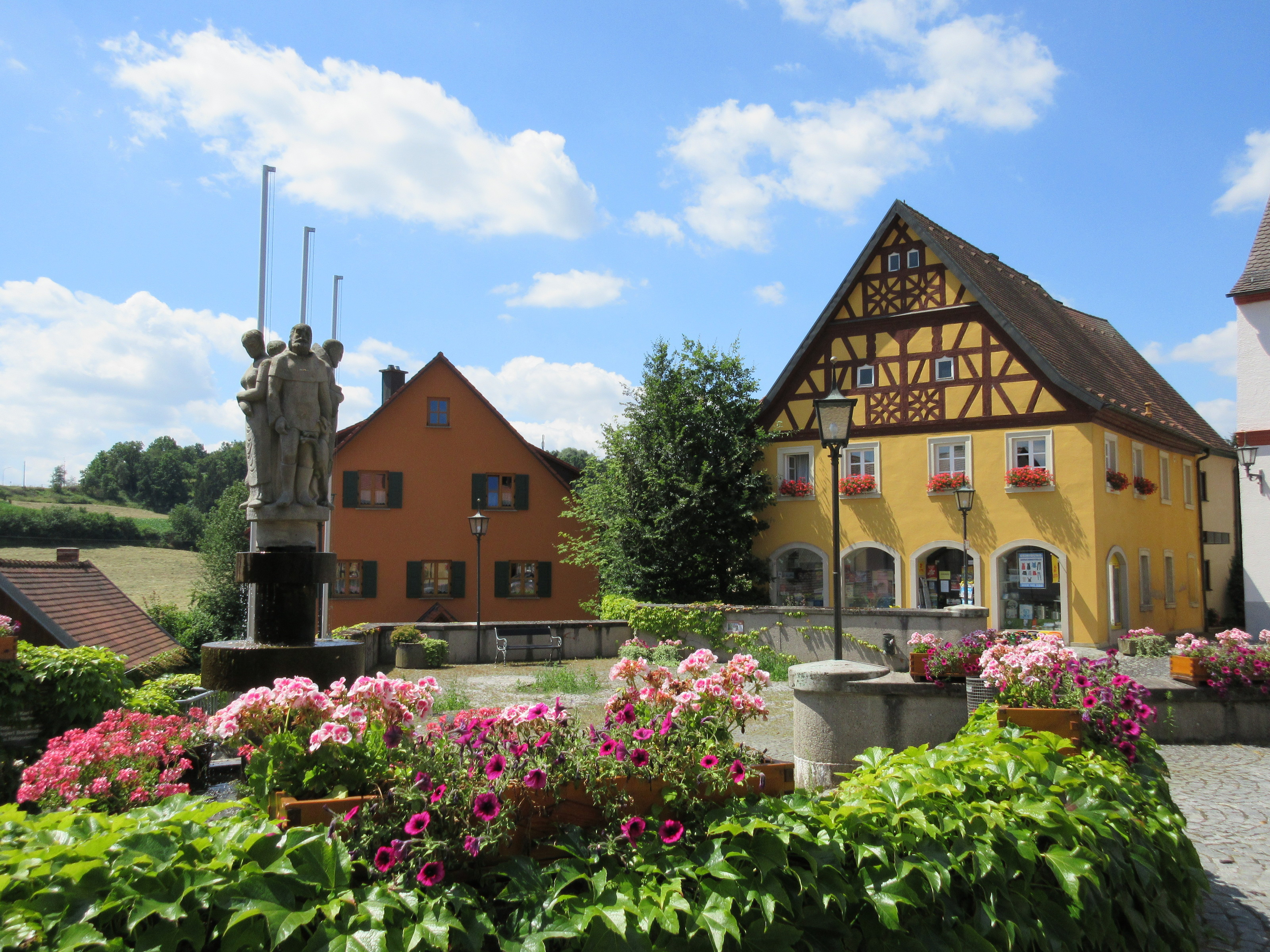
Marktplatz von Burgwindheim

Im Jahre 1998 gab es nach der amtlichen Statistik im produzierenden Gewerbe 114 und im Bereich Handel und Verkehr keine sozialversicherungspflichtig Beschäftigten am Arbeitsort. In sonstigen Wirtschaftsbereichen waren am Arbeitsort 45 Personen sozialversicherungspflichtig beschäftigt. Sozialversicherungspflichtig Beschäftigte am Wohnort gab es insgesamt 461. Im verarbeitenden Gewerbe gab es einen Betrieb, im Bauhauptgewerbe zwei Betriebe. Zudem bestanden im Jahr 1999 64 landwirtschaftliche Betriebe mit einer landwirtschaftlich genutzten Fläche von 1404 Hektar, davon waren 914 Hektar Ackerfläche und 489 Hektar Dauergrünfläche.

### Verkehr
Die Bundesstraße 22 von Bamberg nach Würzburg führt durch Burgwindheim. In Richtung Süden führen die Kreisstraßen BA 2 und BA 44 zur acht Kilometer südlich verlaufenden Autobahn A 3. Nach Norden führt die BA 23.
Nach Bamberg besteht eine Busverbindung und damit die Anbindung an den Verkehrsverbund Großraum Nürnberg.
Der Bahnhof Burgwindheim lag an der 2003 stillgelegten Bahnstrecke Strullendorf–Ebrach, auf der seit 2007 ein Radweg von Burgebrach nach Ebrach führt. Durch den Ort verläuft der Fränkische Marienweg.

### Bildung
1999 gab es folgende Einrichtungen:
- 50 Kindergartenplätze mit 53 Kindern
- eine Volksschule mit sechs Lehrern und 144 Schülern

### Freiwillige Feuerwehren
- Freiwillige Feuerwehr Burgwindheim[8]
- Freiwillige Feuerwehren Kötsch, Untersteinach und Unterweiler.

Der Kommandant der Freiwilligen Feuerwehr Markt Burgwindheim ist federführend im Marktgemeinde-Gebiet.

### Brauereien
Auf dem Gemeindegebiet befindet sich keine Brauerei mehr. Die Brauerei Ibel im Gemeindeteil Kappel stellte den Braubetrieb 2005 ein und lässt Bier im Lohnbrauverfahren brauen. Bis zum Jahr 1994 existierte die Brauerei zum Löwen in Burgwindheim.

## Hostienwunder

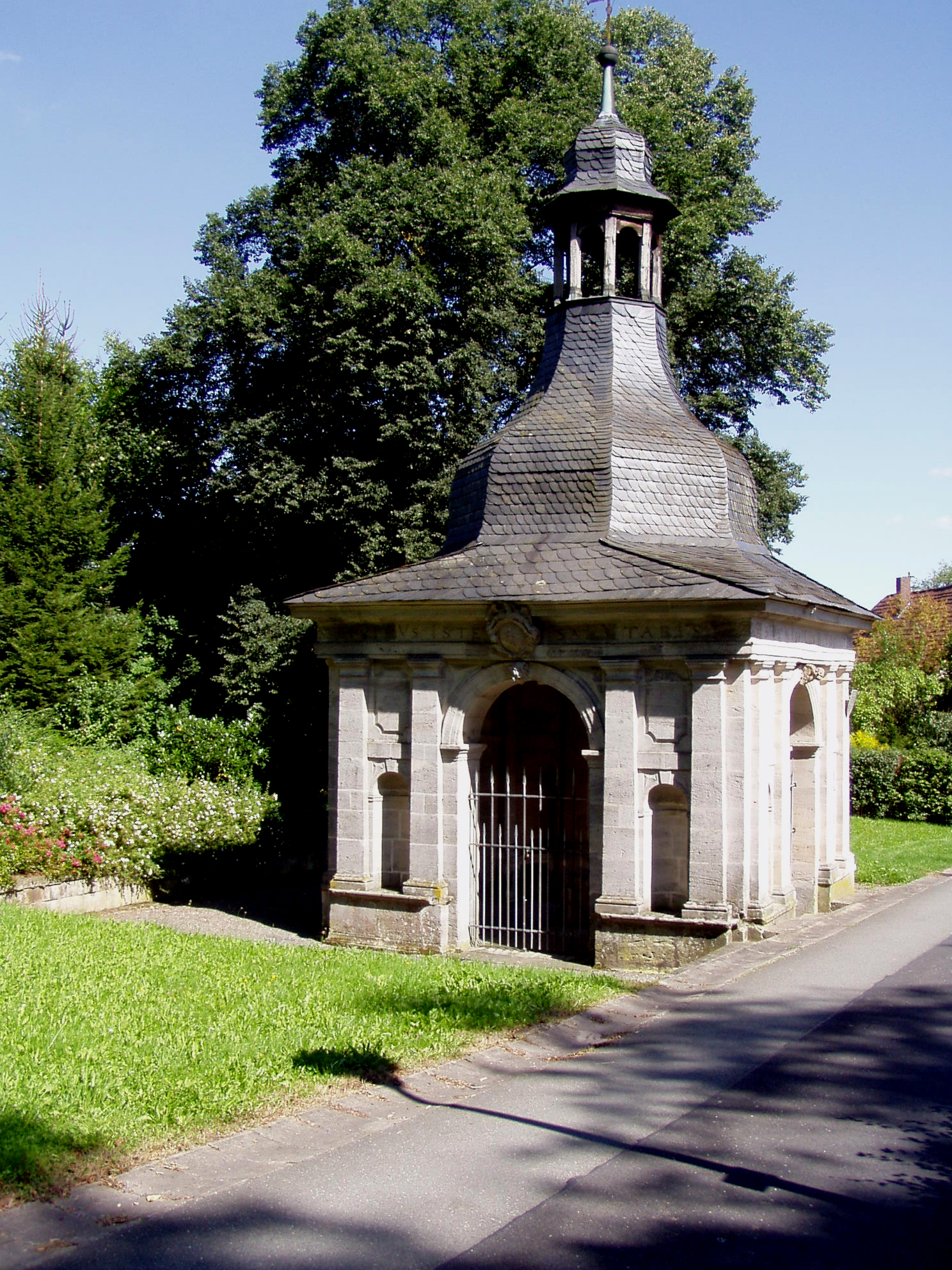
Heiligblutbrunnen, 1690 von L.Dientzenhofer entworfen

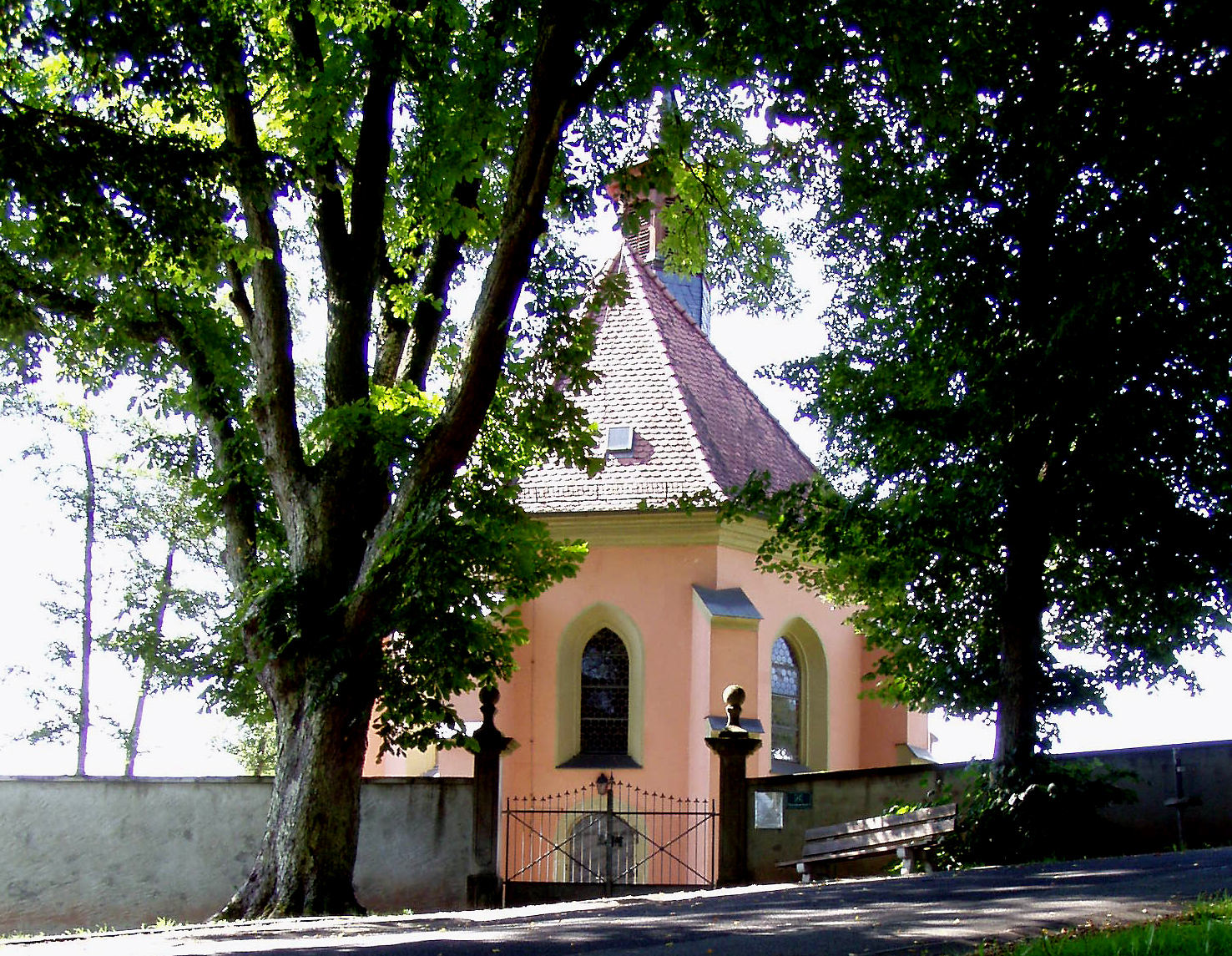
Heiligblutkapelle Burgwindheim

Ein Hostienwunder bei der Fronleichnamsprozession des Jahres 1465 machte Burgwindheim zum Wallfahrtsort.
Auf einem Altar fiel „ohne fremdes Zutun und ohne Einwirkung des Windes“ die Monstranz um, die Hostie fiel zu Boden. Der Priester konnte sie mit aller Kraft nicht vom Boden lösen. Es wurde ein hölzerner Verschlag errichtet, um die Hostie zu schützen. Der Ebracher Konvent bereitete sich in einem achttägigen Gebet darauf vor, die Hostie wieder aufzuheben. Es gelang dann auch und der Abt von Ebrach brachte sie wieder in die Pfarrkirche zurück. Das Ereignis wurde als Wunder betrachtet, und schon zwei Jahre später entstand eine Kapelle zum Heiligen Blut. Die Zahl der Wallfahrten nahm noch zu, als 1625 eine Quelle entsprang, die bald als wundertätig galt.

## Persönlichkeiten
- Heinrich V. Blumentrost († 1455), Abt des Zisterzienserklosters in Ebrach
- Johannes II. Leiterbach († 1533), Abt des Zisterzienserklosters in Ebrach